# Re major
Re major este o gamă majoră bazată pe Re, compusă din Re, Mi, Fa♯, Sol, La, Si și Do♯. Armura sa are 2 diezi. Gama sa majoră relativă este Si minor și gama sa majoră paralelă este Re minor.
Gama naturală Re major este:

## Acorduri de grad de scară
Acordurile gradului de gamă din Re major sunt:
- Tonic – Re major
- Supertonic – Mi minor
- Mediant – Fa♯ minor
- Subdominant – Sol major
- Dominant – La major
- Submediant – Si minor
- Subtonic – Do♯ diminuat